# Norway (Maine)
Norway ist eine Town im Oxford County des Bundesstaates Maine in den Vereinigten Staaten. Im Jahr 2020 lebten dort 5077 Einwohner in 2785 Haushalten auf einer Fläche von 122,58 km².

## Geographie
Nach dem United States Census Bureau hat Norway eine Gesamtfläche von 122,58 km², von der 116,65 km² Land sind und 5,93 km² aus Gewässern bestehen.

### Geographische Lage
Norway liegt im Südosten des Oxford Countys und grenzt im Südwesten an das Cumberland County. Mehrere Seen befinden sich auf dem Gebiet der Town. Der größte ist der zentral gelegene Pennesseewassee Lake, im Norden liegt der North Pond, westlich des Pennesseewassee Lakes der Little Pennesseewassee Pond und im Südwesten der Sand Pond. Der Pennesseewassee Lake entwässert in den Little Androscoggin River. Die Oberfläche des Gebietes ist hügelig, die höchste Erhebung ist der 359 m hohe Brown Hill im Westen der Town.

### Nachbargemeinden
Alle Entfernungen sind als Luftlinien zwischen den offiziellen Koordinaten der Orte aus der Volkszählung 2010 angegeben.
- Norden: Greenwood, 14,1 km
- Nordosten: West Paris, 12,5 km
- Osten: Paris, 9,8 km
- Südosten: Oxford, 11,6 km
- Süden: Otisfield, 15,8 km
- Südwesten: Harrison, Cumberland County, 6,6 km
- Westen: Waterford, 9,3 km
- Nordwesten: South Oxford, Unorganized Territory, 26,6 km

### Stadtgliederung
In Norway gibt mehrere Siedlungsgebiete: Millettville, Nobles Corner, North Norway, Norway, Norway Center, Norway Lake und Swift's Corner.

### Klima
Die mittlere Durchschnittstemperatur in Norway liegt zwischen −8,3 °C (17 °F) im Januar und 20,0 °C (68 °F) im Juli. Damit ist der Ort gegenüber dem langjährigen Mittel Maines um etwa 2 Grad kühler. Die Schneefälle zwischen Oktober und Mai liegen mit deutlich mehr als zwei Metern (bei einem Spitzenwert im Januar von knapp 50 cm) ungefähr doppelt so hoch wie die mittlere Schneehöhe in den USA. Die tägliche Sonnenscheindauer liegt am unteren Rand des Wertespektrums der USA.

## Geschichte
Das Gebiet von Norway wurde ab 1786 zum ersten Mal besiedelt, in den zwei Jahren zuvor wurde bereits mit Erkundungen, Vermessungen und Rodungen begonnen, um Siedlungsflächen zu gewinnen. Die ersten Siedler waren Joseph und Jonas Stevens, George Lessley, Jeremiah und Amos Hobbs, Nathan Noble und ihre Familien. Der Boden war sehr fruchtbar, reich an Fisch und Wild, es gab Holz im Überfluss, so dass die Siedlung in den ersten Jahren gut wachsen konnte. Zunächst nannten die Siedler das Gebiet Rustfield Plantation. Im Jahr 1797 war die Bevölkerung auf mehr als fünfhundert Bewohner angewachsen und am 9. März 1797 wurde das Gebiet als eigenständige Town mit dem Namen Norway organisiert.
Im Jahr 1821 wurde das Gebiet eines Gemeindefreien Gores dem Gebiet der Town hinzugefügt und in den Jahren 1859 und 1861 wurde Land mit Paris getauscht.
Mit South Paris war Norway durch die Straßenbahn Norway–South Paris verbunden. Die Strecke wurde 1895 eröffnet und 1918 stillgelegt und abgebaut. Zudem bestand zwischen den beiden Towns von 1879 bis 1939 eine Eisenbahnverbindung über die Bahnstrecke South Paris–Norway, über die Norway auch an die Bahnstrecke Portland–Island Pond angeschlossen war.
Heute ist Norway über eine Zweigstrecke an die St. Lawrence and Atlantic Railroad angeschlossen.

### Einwohnerentwicklung
| Volkszählungsergebnisse – Town of Norway, Maine | Volkszählungsergebnisse – Town of Norway, Maine | Volkszählungsergebnisse – Town of Norway, Maine | Volkszählungsergebnisse – Town of Norway, Maine | Volkszählungsergebnisse – Town of Norway, Maine | Volkszählungsergebnisse – Town of Norway, Maine | Volkszählungsergebnisse – Town of Norway, Maine | Volkszählungsergebnisse – Town of Norway, Maine | Volkszählungsergebnisse – Town of Norway, Maine | Volkszählungsergebnisse – Town of Norway, Maine | Volkszählungsergebnisse – Town of Norway, Maine |
| Jahr                                            | 1800                                            | 1810                                            | 1820                                            | 1830                                            | 1840                                            | 1850                                            | 1860                                            | 1870                                            | 1880                                            | 1890                                            |
| ----------------------------------------------- | ----------------------------------------------- | ----------------------------------------------- | ----------------------------------------------- | ----------------------------------------------- | ----------------------------------------------- | ----------------------------------------------- | ----------------------------------------------- | ----------------------------------------------- | ----------------------------------------------- | ----------------------------------------------- |
| Einwohner                                       | 609                                             | 1010                                            | 1294                                            | 1713                                            | 1786                                            | 1963                                            | 1982                                            | 1954                                            | 2519                                            | 2665                                            |
| Jahr                                            | 1900                                            | 1910                                            | 1920                                            | 1930                                            | 1940                                            | 1950                                            | 1960                                            | 1970                                            | 1980                                            | 1990                                            |
| Einwohner                                       | 2902                                            | 3002                                            | 2969                                            | 3145                                            | 3649                                            | 3811                                            | 3733                                            | 3595                                            | 4042                                            | 4754                                            |
| Jahr                                            | 2000                                            | 2010                                            | 2020                                            | 2030                                            | 2040                                            | 2050                                            | 2060                                            | 2070                                            | 2080                                            | 2090                                            |
| Einwohner                                       | 4611                                            | 5014                                            | 5077                                            |                                                 |                                                 |                                                 |                                                 |                                                 |                                                 |                                                 |

## Kultur und Sehenswürdigkeiten

### Bauwerke
In Norway wurden ein Distrikt und ein Bauwerk unter Denkmalschutz gestellt und  ins National Register of Historic Places aufgenommen.
- Norway Historic District, 1988 unter der Register-Nr. 88000391.[10]

- Nathaniel and Elizabeth Bennett House, 1996 unter der Register-Nr. 96000652.[11]

## Wirtschaft und Infrastruktur

### Verkehr
Die Maine State Route 118 verläuft in westöstlicher Richtung durch das Gebiet der Town, teilweise entlang des Südufers des Pennesseewassee Lakes. Von ihr zweigen in südliche Richtung die Maine State Route 117 und im Osten die Maine State Route 26.

### Öffentliche Einrichtungen
In Norway gibt es mehrere Krankenhäuser und medizinische Einrichtungen. Sie stehen auch den Bewohnern der umliegenden Towns zur Verfügung.
In Norway befindet sich die Norway Memorial Library in der Maine Street. Sie geht zurück auf die Gründung der Norway Library Association im Jahr 1885. Im Jahr 1938 wurde das Gebäude neu errichtet und Ende der 1990er Jahre erweitert.

### Bildung
Norway gehört mit Harrison, Hebron, Otisfield, Oxford, Paris, South Paris und Waterford zum Oxford Hills School District auch MASD17.
Im Schulbezirk werden folgende Schulen angeboten:
- Waterford Memorial School in Waterford, Schulklassen Pre-Kindergarten bis 2
- Agnes Gray Elementary in West Paris, Schulklassen Pre-Kindergarten bis 6
- Harrison Elementary in Harrison, Schulklassen 3 bis 6
- Hebron Station  in Hebron, Schulklassen Pre-Kindergarten bis 6
- Otisfield Community in Otisfield, Pre-Kindergarten bis 6
- Oxford Elementary in Oxford, Schulklassen Pre-Kindergarten bis 6
- Paris Elementary in Paris, Schulklassen Pre-Kindergarten bis 6
- Guy E. Rowe Elementary in Norway, Schulklassen Pre-Kindergarten bis 6
- Oxford Hills Middle School in South Paris, Schulklassen 7 bis 8
- Oxford Hills Comprehensive High School in South Paris, Schulklassen 9 bis 12

## Persönlichkeiten

### Söhne und Töchter der Stadt
- George Lafayette Beal (1825–1896), Politiker und Maine State Treasurer
- Donald B. Partridge (1891–1946), Politiker
- Leona May Peirce (1863–1954), Mathematikerin